# 丸紅リアルエステートマネジメント
丸紅リアルエステートマネジメント株式会社（まるべにリアルエステートマネジメント）は、東京都港区芝5丁目の「芝520ビル」に本社を置く不動産運営・管理会社。丸紅の100%子会社である。
2014年12月1日に丸紅不動産株式会社から現社名に変更した。

## 概要
1960年設立の丸紅不動産株式会社と、1972年設立の丸紅コミュニティ株式会社のプロパティマネジメント部門が2014年に統合し設立。丸紅グループの不動産事業の一端を担っている。
2社のノウハウと実績が集結したことで、オフィスビル、商業施設、社員寮、賃貸マンション、倉庫、ホテルなど幅広い不動産の管理・運営業務に留まらず、開発から支援できる体制を整え、不動産の有効活用やバリューアップ・リニューアルなど、多岐にわたる業務を展開している。

## 主な案件

### オフィスビル
- 新大阪セントラルタワー（新大阪駅前、ワシントンホテルプラザ併設）
- 「パークビル」シリーズ

### 商業施設
- Luz湘南辻堂
- Luz自由が丘
- Luz大森
- かわぐちキャスティ
- ライフ吹田泉町店

など

### その他
- 社員寮「カルムインシリーズ」
- トランクルーム
- レンタルオフィス／シェアオフィス「M-LABEL仙台[1]」

## 沿革
- 1960年（昭和35年）8月10日 - 丸紅不動産株式会社設立。
- 1966年（昭和41年）3月 - 東紅不動産株式会社を吸収合併。
- 1969年（昭和44年）12月 - 丸紅興産株式会社を吸収合併。
- 1976年（昭和51年）12月 - 紅栄株式会社を設立し、ゴルフ事業部門を移管。
- 1977年（昭和52年）3月 - 新正開発株式会社を設立。
- 1978年（昭和53年）1月 - 旭栄倉庫株式会社を設立し、倉庫事業部門を移管。
- 1983年（昭和58年）9月 - 丸紅不動産販売株式会社を設立。
- 1986年（昭和61年）10月 - パーク・レーン株式会社を設立。
- 2004年（平成16年）11月 - 丸紅およびモルガン・スタンレーグループの不動産投資会社の合弁により、丸紅プロパティーズ株式会社を設立。
- 2008年（平成20年）2月 - 丸紅プロパティーズを100%子会社化。
- 2009年（平成21年）4月 - 丸紅プロパティーズを吸収合併。
- 2014年（平成26年）
  - 6月 - 丸紅コミュニティ株式会社（のちの三菱地所丸紅住宅サービス）のプロパティマネジメント事業を会社分割により継承。
  - 12月 - 社名を丸紅リアルエステートマネジメント株式会社に変更。